# 贵南沙蜥
贵南沙蜥（学名：Phrynocephalus guinanensis）一种分布于中华人民共和国青海省贵南县沙漠地区的蜥蜴，隶属于飞蜥科沙蜥属。

## 形态特征
贵南沙蜥体型较大，背部呈褐色，具有淡褐色斑点。成年雄性体侧呈淡黑色，具有白灰色斑点；成年雌性体侧呈绿色，具有白灰色斑点。

## 分类
贵南沙蜥与贵德沙蜥（Phrynocephalus putjatai）个体大小与体色特征差异显著，但染色体特征表明两者具有较近的核型演化关系，不支持贵南沙蜥为有效物种。贵南沙蜥可以认为是贵德沙蜥的生态种。